# Dixons Mills
Dixons Mills è una unincorporated community degli Stati Uniti d'America situata nella contea di Marengo dello stato dell'Alabama.